# Bernhardus medicus
Bernhardus medicus var en svensk munk eller präst, verksam som läkare i Visby på Gotland. Han är den kanske tidigaste läkaren som är känd i Sverige. Han blev bannlyst av kyrkan år 1338 för att han hade hustru och barn trots att han som präst eller munk i katolska kyrkan skulle leva i celibat. 